# Босна и Херцеговина
Босна и Херцеговина (скраћено БиХ), неформално Босна, држава је у југоисточној Европи, која се налази на Балканском полуострву. Граничи се са Србијом на истоку, Црном Гором на југоистоку и Хрватском на сјеверу и југозападу. На југу има излаз на Јадранско море. Сјеверни и већи дио државе заузима област Босне, а јужни и мањи дио област Херцеговине. Главни и највећи град је Сарајево.
Подручје је било насељено од горњег палеолита, али докази говоре да су током неолита настала стална људска насеља, као и она која су припадала бутмирској, какањској и вучедолској култури. Након доласка првих Индоевропљана, ово подручје је насељавало неколико илирских и келтских цивилизација. Стари Словени, односно преци јужнословенских народа који данас насељавају ово подручје, доселили су у периоду од 6. до 9. вијека. У 12. вијеку основана је Бановина Босна, а до 14. вијека настала је Краљевина Босна. Средином 15. вијека услиједило је османско освајање Босне, под чијом је влашћу остала до касног 19. вијека. Османлије су са собом донијеле ислам. Од краја 19. вијека до Првог свјетског рата, земља је била припојена Аустроугарској монархији. У међуратном периоду је била у саставу Краљевине Југославије. Послије Другог свјетског рата добила је статус републике у новоформираној Социјалистичкој Федеративној Републици Југославији. Године 1992, након распада Југославије, одржан је референдум и проглашена независност. Услиједио је рат у Босни и Херцеговини, који је трајао до краја 1995. и завршио потписивањем Дејтонског мировног споразума.
Три најбројнија и конститутивна народа су Бошњаци, Срби и Хрвати. Босна и Херцеговина има дводомно законодавно тијело и трочлано Предсједништво које се састоји од по једног члана из свака од три конститутивна народа. Међутим, моћ централне владе је веома ограничена, пошто је земља у великој мјери децентрализована. Састоји се од два ентитета — Федерације Босне и Херцеговине и Републике Српске — као и треће јединице, Брчко Дистрикта, којим управља сопствена локална власт.
Босна и Херцеговина је земља у развоју и заузима 74. мјесто према Индексу хуманог развоја. Привредом доминирају индустрија и пољопривреда, затим туризам и услужни сектор. Туризам је значајно порастао посљедњих година. Има систем социјалне сигурности и универзалне здравствене заштите, а основно и средње образовање је бесплатно. Чланица је Уједињених нација, Организације за европску безбједност и сарадњу, Савјета Европе, Партнерства за мир и Централноевропског уговора о слободној трговини. Такође је једна од оснивача Уније за Медитеран, основане у јулу 2008. Босна и Херцеговина је земља кандидат за чланство у Европској унији и кандидат за чланство у НАТО од априла 2010.

## Назив
Према ширем консензусу први сачувани помен Босне налази се у De administrando imperio написаном средином Х вијека, који Босну описује као малу земљу коју настањују Срби. Босна је тада била засебна земља у оквиру српске државе, чији су је други дијелови окруживали са свих страна.
Вишечлани назив Босна и Херцеговина потиче од назива двију географских области (област Босна и област Херцеговина), чија су имена преузета истовјетно тј. употребљена у имену државе неизмјењена и повезана везником и. Почиње се употребљавати након што је Аустроугарска, на основу одлука Берлинског конгреса (1878), анкетирала османски Босански пашалук (изузев Новопазарског санџака) и од њега створила јединствено управно подручје — кондоминијум Босну и Херцеговину.
Од завршетка Првог свјетског рата до завршетка Другог свјетског рата, држава није постојала као цјеловита јединица. Вишечлани назив се поновно почео користити након проглашења Федеративне Народне Републике Југославије (1946) у којој је Народна Република Босна и Херцеговина била једна од федералних јединица. Доношењем новог југословенског устава (1963), преименована је у Социјалистичку Републику Босну и Херцеговину.
Вишечлани назив се употребљавао и код Републике Босне и Херцеговине, коју су 15. октобра 1991. године неуставно прогласили муслимански и хрватски посланици. Послије овога, српски посланици су — 24. октобра 1991. године — створили посебну скупштину под називом Скупштина српског народа у Босни и Херцеговини. Она је 9. јануара 1992. прогласила Републику Српску Босну и Херцеговину, а 28. фебруара исте године донесен је и Устав Републике Српске Босне и Херцеговине.
Тренутно, вишечлани назив службено се употребљава за тзв. „дејтонску” Босну и Херцеговину и „вашингтонску” Федерацију Босне и Херцеговине.

## Географија
Босна и Херцеговина је смјештена на југоистоку Европе, у западном дијелу Балкана. Њена укупна површина износи 51.209,2 km² (од тога је 51.197 km² копно, а 12,2 km² море). Граничи са Хрватском на сјеверу, западу и југу (укупна дужина границе: 932 km), са Србијом на истоку (укупна дужина границе: 312 km) и Црном Гором на југоистоку (укупна дужина границе: 215 km). Код Неума, Босна и Херцеговина излази на Јадранско море, у дужини од 21,2 km. Границе Босне и Херцеговине углавном су природног поријекла и већинским дијелом их чине ријеке Дрина, Сава и Уна, као и планина Динара на југозападу земље.
Крајње тачке Босне и Херцеговине су:
- сјевер: 45° 16′ 30″ СГШ, 16° 55′ 56″ ИГД — код насеља Градина Доња код Козарске Дубице
- југ: 42° 33′ 00″ СГШ, 18° 32′ 24″ ИГД — код насеља Подштировник код Требиња
- исток: 44° 03′ 00″ СГШ, 19° 37′ 41″ ИГД — код насеља Жлијебац код Братунца
- запад: 44° 49′ 30″ СГШ, 15° 44′ 00″ ИГД — код насеља Бугар код Бихаћа[15]

Босна и Херцеговина се састоји од двије географске и историјске цјелине: већег босанског дијела на сјеверу (око 42.000 km²) и мањег херцеговачког на југу. Босна је већином планинска, а исто се односи и на Херцеговину, с тим да је разлика у карактерима тла. Босна је насељенија и богатија шумама и обрадивим земљиштем, док је Херцеговина кршевитија.
На сјеверу се планинско подручје спушта у лагано-брежуљкасто подручје Посавине, односно даље претвара у Панонску низију. Област Семберије, између планине Мајевице и ријека Саве и Дрине, представља главну житницу Босне и Херцеговине.
Динарски дијелови Босне простиру се од запада ка истоку. Херцеговину чине планинска (висока) и јадранска (ниска) Херцеговина, која ужим појасом код Неума и на полуострву Клек избија и на Јадранско море. Значајна су и поља, односно заравни, које се пружају дуж највећих босанскохерцеговачких ријека (Уна, Врбас, Босна, Дрина), од југа ка сјеверу, односно у случају Неретве већим дијелом од сјевера ка југу, а посебан облик у крајолику чине пространа крашка поља на југозападу, југу и југоистоку земље (Ливањско поље, Дувањско поље, Попово поље).
Око 42% површине Босне и Херцеговине чини пољопривредно земљиште, а само 30% земље је обрадиво; остатак је пољопривредно готово па неискоришћен. Половину површине Босне и Херцеговине покривају шуме. У природне ресурсе земље убрајају се угаљ, жељезо, боксит, манган, бакар, хром, цинк, а свакако и дрво и знатне водене масе. Највиши врх Босне и Херцеговине је планина Маглић (2.386 m), док је најнижи дио земље на нивоу мора. Ријетки земљотреси и поплаве чине једину озбиљнију природну опасност у Босни и Херцеговини. Међу најважније еколошке проблеме спадају загађеност ваздуха из индустријских постројења, загађеност простора због недостатка опште културе и еколошке свијести, те велико крчење шума.

### Клима
Клима Босне и Херцеговине већим је дијелом умјереноконтинентална, са топлим љетима и хладним зимама. У дијеловима у којима влада ова клима, најтоплија подручја су на сјевероистоку, док средње температуре опадају према југозападу, идући долинама ријека према средњем појасу. Годишње количине падавина крећу се од 700 L/m² до 1.100 L/m².
У средњем и источном дијелу Босне и Херцеговине налазе се високе планине Влашић, Чврсница, Прењ, Требевић, Јахорина, Игман, Бјелашница и Трескавица. Подручја с великом надморском висином имају кратка хладна љета и дуге оштре зиме.
Приморје и јужни дио земље, због близине Јадранског мора, под утицајем су средоземне климе. Средње јануарске температуре су релативно високе (од 4 °C до 8 °C), док су љета сува и топла (максималне температуре од 40 °C до 45 °C). Средња годишња количина падавина креће се између 1.000 L/m² и 2.300 L/m², док средње годишње температуре обично бивају у интервалу од 12 °C до 16 °C. Снијег је у овом поднебљу ријетка појава. Клима у овом, јужном делу земље, погодна је за узгајање винове лозе, мандарина, лимуна, маслина, наранџи итд.

### Воде
Између осталог, постоји седам важнијих ријека у Босни и Херцеговини. Те ријеке и још неке од већих ријека су:
- Дрина — Најдужа је ријека Босне и Херцеговине, а тече кроз источни дио земље и на многим мјестима чини границу државе са Србијом. Дрина протиче кроз градове Фочу, Горажде, Вишеград и Зворник.
- Сава — Најдужа је ријека која протиче кроз Босну и Херцеговину и чини природну границу са Хрватском. На њеним обалама налазе се мјеста Брчко, Шамац и Градишка.
- Босна — Најдужа је домаћа ријека у Босни, а улијева се у Саву на сјеверу. По њој је земља највјероватније добила име.
- Уна — Ова ријека протиче сјеверозападним дијелом Босне, дуж западне границе између Хрватске и БиХ. Протиче кроз град Бихаћ.
- Сана — Сана протиче кроз Сански Мост и град Приједор, а на сјеверу се улијева у Уну.
- Врбас — Ријека тече на сјевер кроз средишњи дио Босне и протиче кроз Горњи Вакуф-Ускопље, Бугојно, Јајце, Бања Луку и Србац. На сјеверу се улијева у Саву.
- Неретва — Велика је ријека у средишњој Босни и Херцеговини; тече прво сјеверно па онда на југ од Јабланице и све до ушћа у Јадранско море. На ријеци се налази град Мостар.
- Укрина — Ово је највећа ријека у сјеверној Босни која цијелим својим током и сливом протиче кроз Републику Српску. Протиче кроз Дервенту и улијева се у Саву, западно од Брода.
- Усора — Највећа је лијева притока Босне код Добоја. Протиче кроз Блатницу и Теслић, а извире испод планине Очауш.
- Спреча — Ово је десна притока Босне код Добоја. Извире код Шековића, код манастира Папраћа, а протиче кроз Тузлу, Лукавац, Грачаницу и Петрово.
- Криваја — Ово је десна притока Босне. Извире у Пјеновцу код Хан Пијеска, а улијева се код Завидовића.

У Босни и Херцеговини нема великих природних језера. Највеће језеро у држави је Бушко блато код Томиславграда, а за њим слиједе Билећко језеро, Модрачко, Рамско, Јабланичко и језеро Перућац.

### Национални паркови и паркови природе
У Босни и Херцеговини постоје четири национална парка и два парка природе:
| Име                       | Основан | Величина () | Слика           |
| ------------------------- | ------- | ----------- | --------------- |
| Национални парк Сутјеска  | 1965.   | 17.300      |                 |
| Национални парк Козара    | 1967.   | 3.400       |                 |
| Национални парк Уна       | 2008.   | 19.800      | Ушће Унца у Уну |
| Национални парк Дрина     | 2017.   | 6.315       | Ушће Унца у Уну |
| Парк природе Хутово блато | 1995.   | 74.110      |                 |
| Парк природе Блидиње      | 1995.   | 600         |                 |
| Парк природе Бардача      | 1965.   | 30.210      |                 |

### Природа
Босна и Херцеговина је изузетно богата разноврсним биљним и животињским свијетом. Биосфера БиХ има ту погодност да је земља релативно ријетко насељена и да постоје потпуно ненасељене области. Око половина површине БиХ је под шумом, а посебно њене планине. Због ограничене приступачности, свијет природе је мало угрожен, а станишта ријетких биљака и животиња очувана. У БиХ живе многе животиње које су изумрле у другим дијеловима Европе.

#### Флора
У Босни и Херцеговини, многе ријетке биљке расту на високим надморским висинама. У Националном парку Сутјеска, налази се прашума Перућица — једна од највећих од оних које су се до дан-данас одржале. У подручју Динарских планина, ниском зоном се сматрају предјели надморске висине од 500 m до 1.000 m. За ову зону типичне су шуме храста и букве. На висинама од око 1.500 m расту шуме букви, смрче, јеле и бора. Борови су присутни на скоро свим планинама. Мјешавина свих ових врста дрвећа јавља се још на нижим висинама и наставља у вишим. У овом случају говоримо о такозваном подручју илирске флоре.
На свим подручјима на високој надморској висини налазе се планинске биљне врсте попут анемона, тимијана и валеријане. Поред ових врста, ту је и класично алпско растиње. Посебност БиХ су долине настале рушењем пећина, у којима су присутне биљке карактеристичне за хладнија планинска подручја, док на њиховим рубовима расту медитеранске биљке. Добар примјер флоре БиХ је планина Бјелашница код Сарајева. У подножју планине јављају се разноврсни лишћари попут храстова, храстова китњака, глогова и црних букви. У вишим предјелима преовладавају мјешовите шуме букви и јела.
Ораси су распрострањени у нижим зонама југоисточне Европе. На високим планинама расту чемпреси који су необично отпорни на ниске температуре. У прољеће, на ливадама се јавља велики број цвјетова. Типични представници врста су: љубичица, линцура, нарцис, камилица, сремуш, јагорчевина итд. Многе ријетке врсте присутне су у Босни и Херцеговини, као на примјер гљива Ustilago bosniaca и орхидеја Orchis bosniaca на Прокошком језеру. Неки типови тла богати кречњаком нуде идеалне услове за раст орхидеја, рецимо врсте црвена наглавица (лат. Cephalanthera rubra) или вимењак (лат. Platanthera chlorantha). Усљед топле климе, у овом региону расту љиљани. Ту су и ријетке врсте из породице тулипана, као што су Tulipa biflora, распрострањена од Хрватске до Албаније, или Tulipa orphanidea, која је ријеткост и која опстаје само захваљујући изолацији.
У Босни и Херцеговини постоји значајан број ендемских врста. Босански љиљан је ендемска врста из средишње Босне која расте на кречњачком тлу. Дуго се сматрало да је ова врста варијетет пиринејског љиљана или халкедонског љиљана. Међутим, молекуларно-генетичком анализом утврђено је да је ова врста сродна крањским љиљанима.

#### Фауна
Поједине животиње које су истребљене широм Европе одржале су се у Босни и Херцеговини; то су, на примјер, неки вукови, мрки медвједи или велики тетријеби. Неке врсте животиња развиле су се аутохтоно (независно од животиња у другим регијама).
На краткој морској обали наилази се на уобичајене рибље врсте Јадранског мора. Рибе планинских ријека и потока нарочито су интересантне; у чистим планинским језерима очуване су угрожене рибље врсте. У резервату Хутово блато живе јегуље. Хутово блато је парк природе којем припадају многе баре и мочваре. Ту се могу посматрати и бројне друге животињске врсте, попут ракова.
Змије које живе у БиХ су великим дијелом отровнице. Карактеристичан примјер за отровнице су шарке и поскоци, а за неотровне змије смукови. Ове врсте раширене су у цијелој југоисточној Европи. Од осталих гмизаваца чести су гуштери.
Изузетно богат свијет птица очуван је у босанскохерцеговачким планинама. Зелена жуна живи у листопадним шумама, а црна жуна у четинарским. Лешинари су присутни на многим планинама. Од птица грабљивица ту су сури орлови (карактеристични за планине и крајеве близу мора) те соколови вјетрушке (распрострањени у цијелој земљи). Планински соколови живе у подручју Херцеговине.
Највећа животиња БиХ је угрожена врста мрких медвједа.

## Историја

### Праисторија
Палеолит у Босни и Херцеговини обиљежен је најстаријим палеолитским спомеником у југоисточној Европи, гравуром у пећини Бадањ код Стоца (у Херцеговини). Најљепша гравура је Коњ нападнут стријелама, сачувана у фрагментима, која датира из периода од 14.000. п. н. е. — 12.000. п. н. е.
Током времена када су се неолитске културе појавиле у Босни и Херцеговини, постојале су интересантне мјешавине медитеранских и панонских култура. Херцеговина је била под утицајем импресо керамике из западног Средоземља, што се може видјети у Зеленој пећини код Мостара, Чаири код Стоца, Лисичићима код Коњица и Пећ Млини код Груда. Људи су тада живјели у пећинама или у једноставним насељима на врховима брежуљака. У горњем току ријеке Босне и у сјевероисточним дијеловима Босне (Обра I код Какња), људи су живјели у дрвеним кућама саграђеним на ријекама. У овој култури може се видјети утицај јадранских култура на југу и старчевачке културе на сјевероистоку. Изворни израз ове културе су керамички пехари на четири ноге, звани ритони. Исти овакви објекти могу се пронаћи у данилској култури на хрватском приморју. Због ових објеката, какањска култура сматра се дијелом ширег круга неолитских популација које су поштовале култ животне соле (од сјеверне Италије, Далмације и Епира, све до Егејског мора).
Бутмирска култура из околине Сарајева је другачија, са фино углачаном керамиком и различитим геометријским украсима (често спиралама). Фигуре из Бутмира су јединствене скулптуре обликоване руком. Насеља су земуничког типа. Сахрањивање је било у оквиру насеља, у згрченом положају или опруженом, на леђима.

### Антички период
Почетком бронзаног доба, неолитско становништво су замијенила ратоборнија индоевропска племена Илира. Келтске сеобе у 4. и 3. вијеку п. н. е., потиснуле су многа илирска племена из њихових бивших земаља, али су се такође нека келтска и илирска племена помијешала. Конкретни историјски докази за овај период су оскудни, али се чини да је овај регион био насељен разним народима који су причали различите језике. Ратови између Илира и Римљана почели су 229. п. н. е., али Рим није завршио освајање региона све до пропасти Батоновог устанка, 9. године н. е. У античком периоду, римско становништво из свих дијелова царства насељавано је међу Илире.
Ова област је у почетку била дио Илирије, све до римског освајања. Након подјеле Римског царства између 337. и 395. године, провинције Далмација и Панонија постале су дио Западног римског царства. Неки тврде да су овај регион освојили Остроготи 455. године. Област је касније доспјела у посјед Алана и Хуна. У 6. вијеку, византијски цар Јустинијан I освојио је ову област. Словени, народ који је дошао из источне Европе, покорили су Аваре у 6. вијеку.

### Кнежевина Србија (средњи век)
По доласку Словена на Балканско полуострво, Срби су формирали неколико међусобно повезаних кнежевина, а то су: Србија (Рашка и Босна), Травунија, Захумље, Неретва (Паганија) и Дукља. Граница прве Србије ишла је од ријеке Уне на западу, до ријеке Искре на истоку.
У њој су се налазили утврђени градови:
- Достиника (или Достиник, негдје између данашње Сјенице и Пријепоља)
- Чернавуск (Црна Стијена, у близини Милешеве)
- Међуријечје (изнад ушћа Праче у Дрину код Горажда)
- Дрежник (изнад Великог Рзава или Пљевља)
- Лесник (на Дрини)
- Салинес (тј. Соли, данашња Тузла)

У оквиру жупе Босна били су то:
- Катера (тј. Котор или Которац, несигурна локација)[н. 1]
- Десник (тј. Сутјеска на Трстивници)

### Средњовјековна Босна
Данашње знање о политичкој ситуацији на западном Балкану током раног средњег вијека недовољно је познато. Након свог доласка, Словени су са собом донијели племенско друштвено уређење, које се распало и утабало пут ка феудализму тек након франачког продора у ову област крајем 9. вијека. То је такође и вријеме када су Јужни Словени покрштени. Босна је, због географског положаја и терена, вјероватно била једна од посљедњих области у којима је извршен овај процес, који је вјероватно потицао из градова на далматинској обали.
Босна се описана придјевом средњовјековни почиње помињати од 958. године. Српске и хрватске кнежевине су подијелиле Босну у 9. и 10. вијеку; за вријеме кнеза Часлава и дукљанског краља Бодина, Босна се нашла у саставу јединствене српске државе, а у међувремену Босном је овладао и хрватски краљ Михаило Крешимир II. Касније политичке околности су довеле до тога да се за ову област надмећу Угарска и Византија. Након још једне промјене односа моћи почетком 12. вијека, Босна се нашла изван контроле обију земаља и настала је посебна држава под влашћу локалних банова. Угарска ће у првој половини 12. вијека освојити Босну, која ће се тек као Бановина Босна прогласити независном 1154. године.
Први значајни владар Босне, Кулин бан, владао је током скоро три деценије мира и стабилности, током којих је ојачао привреду државе преко споразума са Дубровником и Венецијом. Његова владавина је такође означила и почетак спорова око Цркве босанске, домаће хришћанске вјере коју су већ тада јеретичком сматрале и западна — Римокатоличка — и источна — Православна црква. Као одговор на угарске покушаје да искористе питање цркве као начин да поврате суверенитет над Босном, бан Кулин је одржао састанак са домаћим црквеним вођама да се одрекне херезе и прихвати католицизам (1203). Ова изјава је била само формалног карактера, јер су поглавари Цркве босанске, упркос потписаној изјави, и даље задржали своју вјеру. Угарске амбиције нису се промијениле дуго након Кулинове смрти 1204. године, а престале су тек након неуспјешног војног похода 1254. године.
Историја Босне од тада до почетка 14. вијека обиљежена је борбом за власт између породица Шубић и Котроманић. Овај сукоб се окончао 1322. године, када је Стефан II Котроманић постао бан. До своје смрти 1353, он је успио да Босни припоји територије на сјеверу и западу, као и Захумље и већи дио Далмације. Њега је наслиједио његов нећак Твртко I Котроманић, који је након дуге борбе са племством и унутарпородичним борбама, успио да стекне пуну контролу над државом, и то 1367. године. Твртко се 26. октобра 1377. крунисао за краља Срба, Босне, Поморја и западних страна.
У средњовековној Босни је постојала општа свест, барем међу племићима, да су са Србијом делили заједничку државу и да припадају истој етничкој групи. Та свест се временом смањивала због разлика у политичком и друштвеном развоју, али задржала се у Херцеговини и деловима Босне који су били део Србије.
Ипак, након његове смрти 1391, Босна је упала у дуг период опадања моћи. Стефан Вукчић Косача се 1448. године осамостаљује у Хуму и проглашава херцегом од светога Саве. Османско царство је већ почело са освајањем Европе и представљало је велику опасност по Балкан током прве половине 15. вијека. Коначно, након деценија политичких и друштвених нестабилности, Босна је пала под османску власт 1463. године, Херцеговина 1482. године, док је Краљевина Босна — коју су обновили Мађари — коначно пала под османску власт 1527. године.

### Османски период
Османско освајање Босне означило је нову еру у историји државе и увело је драстичне промјене у политичкој и културној мапи региона. Иако је Краљевство Босна уништено, а велики дио његовог највишег племства погубљен, Османлије су дозволиле очување босанског идентитета интегришући државу као саставну провинцију Османског царства, с њеним историјским именом и територијалном цјеловитошћу (то је био јединствен случај међу поробљеним државама на Балкану). У оквиру овог Босанског санџака (на крају вилајета), Османлије су увеле бројне кључне промјене у друштвено-политичкој управи над овом територијом, укључујући нови систем земљопосједништва, реорганизацију административних јединица и комплексан систем друштвеног раслојавања по класној и религијској припадности.
Четворовјековна османска управа је такође имала драстичан утицај на састав становништва, који се мијењао неколико пута (као посљедица османских освајања, честих ратова са европским силама, сеоба и епидемија). Домаће хришћанско становништво било је погођено данком у крви, односно присилним одвођењем дјеце у јањичаре, специјалне османске војне одреде. У Босни је један дио домаћег становништва примио ислам да би избјегао робовски статус намијењен хришћанима, да би заштитио потомство и имовину од отимања (сефардски Јевреји су стигли пошто су били протјерани из Шпаније у 15. вијек), а и сами религијски обреди у исламу били су слични онима које су практиковали богумили. Босанскохерцеговачке хришћанске заједнице су такође доживјеле велике промјене. Босански фрањевци (и цјелокупно католичко становништво) било је заштићено званичним царским декретом. Православно становништво у Босни (у почетку везано за Херцеговину и Подриње), проширило се по цијелој земљи током овог периода и доживјело релативан напредак у 19. вијеку. У међувремену, херетичка Црква босанска престала је да постоји.
Док је Османско царство напредовало и ширило се у средишњу Европу, Босна је била поштеђена ситуације да буде погранична провинција, и доживјела је дуг период благостања и напретка. Основани су бројни градови (попут Сарајева и Мостара), који су израсли у важне регионалне центре трговине и грађанске културе. У овим градовима, бројни султани и паше финансирали су изградњу многих важних грађевина исламске архитектуре (као што су Стари мост у Мостару и Гази Хусрев-бегова џамија у Сарајеву). Велики број људи поријеклом из Босне играо је важну улогу у културној и политичкој историји Османског царства у овом периоду. Војници из Босне чинили су велики дио османске војске у биткама на Крбави и Мохачу (двије велике османске побједе), док су се многи други прогурали кроз редове османске војне бирократије и тако заузели највише положаје у царству, међу којима су положаји адмирала, генерала и великих везира. Многи су оставили велики траг и на отоманску културу као мистици, дервиши, учењаци и слављени пјесници на бошњачком, турском, арапском и персијском језику.
Међутим, крајем 17. вијека, османски војни неуспјеси одразили су се и на Босну и Херцеговину, а као посљедица Великог бечког рата и Карловачког мира из 1699. године, Босна је постала најзападнија османска провинција. Сљедећих сто година обиљежили су даљи османски војни неуспјеси, бројни устанци у Босни и неколико појава куге. Портини напори да модернизује турску државу наилазили су на веома велики отпор у Босни, гдје су се локални земљопосједници одупирали да не би изгубили своје привилегије и стечени иметак кроз предложене реформе. Ово, као и незадовољство усљед политичких уступака сусједним хришћанским земљама на истоку, кулминирало је неуспјешним устанком Хусеин-капетана Градашчевића 1831. године. Повезане буне су гушене све до 1850. године, али стање је наставило да се погоршава.
Каснији немири због земље изазвали су устанак хришћана у Босни и Херцеговини 1875. године. Устанак се брзо проширио, па се у њега укључило и неколико других држава и великих сила, које су приморале Османско царство да препусти управљање Босном и Херцеговином Аустроугарској монархији, на 30 година а према одредбама Берлинског конгреса из 1878. године.

### Аустроугарска окупација
Иако је аустроугарска окупациона власт брзо угушила почетни оружани отпор након преузимања Босне и Херцеговине, тензије су остале у неким дијеловима земље (нарочито у Херцеговини), а догодило се и масовно исељавање муслиманског становништва у крајеве које је контролисало Османско царство. Стање релативне стабилности је ускоро достигнуто, па су аустроугарске власти биле у могућности да изврше бројне друштвене и административне реформе, с циљем успостављања стабилног политичког модела у Босни и Херцеговини који ће помоћи у ишчезавању тада већ увелико проширеног национализма међу Јужним Словенима. Зато су Аустроугари урадили много на кодификовању закона, увођењу нових политичких пракси и — генерално говорећи — модернизацији.
Током аустроугарске управе, унутрашња подјела Босне и Херцеговине је сачувана, али су њене институције унапријеђене. Доњотузлански, Бањалучки, Бихаћки, Сарајевски, Мостарски и Травнички окрузи формирали су регионалну владу и постојали све до 1922. године.
Иако је економски била релативно успјешна, политика Аустроугарске (која се заснивала на промовисању идеје о јединственој мултиконфесионалној босанској нацији и која је одговарала муслиманском становништву; њен челни заступник је био управник Босне и Херцеговине и министар финансија Бенјамин Калај) није успјела да заузда растући национализам. Концепти хрватских и српских националних држава су се већ били проширили међу босанскохерцеговачким католичким и православним становништвом из сусједне аустроугарске провинције Хрватске и Краљевине Србије половином 19. вијека, што није допуштало шире прихватање идеје о јединственој босанској нацији. До почетка Првог свјетског рата, национализам је био саставни дио политике у Босни и Херцеговини, са националним политичким партијама које су радиле углавном за интересе својих религијских а самим тим и народних заједница.
Идеја о заједничкој држави Јужних Словена постала је популарна политичка идеологија и у Босни и Херцеговини. Одлука аустроугарске владе да анектира Босну и Херцеговину 1908. године, допринијела је схватању о нужности идеје међу народима Босне и Херцеговине. Ове политичке напетости кулминирале су 28. јуна 1914. када је Гаврило Принцип, члан организације Млада Босна, у Сарајеву убио пријестолонасљедника аустроугарског трона, надвојводу Франца Фердинанда, и смртно ранио његову супругу Софију, за што се касније испоставило да је догађај који је послужио као повод за избијање Првог свјетског рата. Иако се становништво Босне и Херцеговине борило у рату у војскама зараћених страна, сама Босна и Херцеговина је прошла кроз рат без релативно велике штете.

### Босна и Херцеговина у Југославији
Након аустроугарског пораза у рату, Вијеће народних првака и посланика — 28. новембра 1918. године — донијело је одлуку о уједињењу Босне и Херцеговине са Краљевином Србијом, која је прерасла у Краљевину Срба, Хрвата и Словенаца. Политички живот у Босни у овом периоду обиљежили су социјални и економски немири око прерасподјеле земље те оснивање неколико политичких партија које су често ступале у различите коалиције са разним партијама из других дијелова краљевине. Доминантан идеолошки сукоб у југословенској држави, између хрватске тежње за регионализацијом и српске тежње за централизацијом, различито је утицао на три главне етничке групе у Босни и Херцеговини. Босански муслимани нису имали статус народа у краљевини. Иако је почетна подјела краљевине на 33 области избрисала традиционалне географске ентитете, напорима политичара Мехмеда Спахе постигнуто је да се 6 области које су чиниле Босну и Херцеговину подударају са 6 санџака из османског периода.
Шестојануарска диктатура из 1929. године донијела је нову административну подјелу државе на бановине, чија је сврха била да се обришу историјске и етничке линије. Српско-хрватски сукоби о уређењу државе окончали су се споразумом Цветковић—Мачек којим је 1939. године основана Бановина Хрватска, која је обухватала значајне дијелове данашње БиХ. Ипак, спољашње политичке прилике приморале су југословенске политичаре да обрате пажњу на све већу опасност коју је представљала Хитлерова нацистичка Њемачка. Након приступања Краљевине Југославије Тројном пакту и државног удара 27. марта 1941. године којом је збачена влада, Југославију су Силе Осовине коначно напале — 6. априла 1941. године.
Након окупације Југославије у Другом свјетском рату, цјелокупна територија Босне и Херцеговине припала је Независној Држави Хрватској. Усташка управа над Босном довела је до прогона и геноцида Срба, Јевреја и Рома. Због тога је већина становништва Босне и Херцеговине ступала у редове комунистичких партизана, а одређен број православног становништва (већином Срба) борио се и на страни четника. Велики војни успјеси ипак су убиједили савезнике да политички и војно подрже партизане.
Од 1941. године, југословенски комунисти на челу са Јосипом Брозом Титом, организовали су вишенационални покрет који се борио против страних окупатора и освајача, фашиста, нациста и домаћих издајника. Крајем новембра 1943. године, Антифашистичко вијеће народног ослобођења Југославије одржало је засједање у Јајцу, на којем је одлучено да се нова Југославија успостави као федерација са шест република, од којих би једна била и Босна и Херцеговина у својим границама из периода аустроугарске окупације. Устав Федеративне Народне Републике Југославије из 1946. године озваничио је ову одлуку.
Због свог централног положаја у југословенској федерацији, послијератна Босна и Херцеговина стратешки је одабрана као база за развој војне и тешке индустрије. Како год, у већем дијелу периода свог постојања, Босна и Херцеговина је била мирна и просперитетна. Иако је политички била неутицајна током 1950-их и 1960-их, током 1970-их појавили су се утицајни политичари попут Џемала Биједића, Бранка Микулића и Хамдије Поздерца.

### Босна и Херцеговина као самостална држава
Слабљењем комунизма и појавом вишестраначког система у Социјалистичкој Федеративној Републици Југославији, стара комунистичка доктрина братства и јединства изгубила је значај, што је пружило прилику тек новонасталим националистичким странкама све три народа (Странка демократске акције, Српска демократска странка и Хрватска демократска заједница) да освоје већину на парламентарним изборима 1990. и оформе лабаву коалицију којом је успешно окончана владавина комуниста. Тачка разилажења у овој коалицији била је судбина СР Босне и Херцеговине: српски представници су се залагали за останак у југословенској федерацији, док су представници босанских муслимана (од 1993. усвојен је назив Бошњаци) и Хрвата тражили независност. На засједању 14. и 15. октобра 1991. године, парламент је — без српских представника — донео Меморандум о независности. Као одговор на ово, српски представници су напустили парламент СР БиХ, а потом 24. октобра 1991. године — основали Скупштину српског народа Босне и Херцеговине, која је 9. јануара 1992. једнострано прогласила оснивање Српске Републике Босне и Херцеговине. 18. новембра 1991. године, и Хрвати су једнострано прогласили оснивање Хрватске Заједнице Херцег-Босне.
Муслимански и хрватски посланици су, без пристанка српских посланика, организовали Референдум о независности Босне и Херцеговине од Југославије, 29. фебруара и 1. марта 1992. године, који је бојкотовала велика већина Срба. Излазност на референдуму је била 63,7% (према Уставу СР БиХ, за такву одлуку је била потребна двотрећинска већина), а 92,7% оних који су изашли гласало је за независност. Крња влада СР Босне и Херцеговине прогласила је независност недуго послије тога, а 6. априла 1992. године су је као независну државу признали Европска заједница и САД.
Оружани сукоби почели су и пре признања независности. Срби су у почетку имали иницијативу, пошто су имали директну и отворену подршку ЈНА, која се касније трансформисала једним мањим дијелом у Војску Републике Српске, а већим дијелом у Војску Југославије, као и тек новоформиране треће — односно крње Југославије (Савезна Република Југославија). Војска Републике Српске је до јесени завладала над око 70% Босне и Херцеговине, држећи у потпуном окружењу градове, иначе и „заштићене зоне” УН: Сарајево, Горажде, Сребреницу и Жепу. На овом фронту је страдало више хиљада људи до 1995. године. У јуну 1992. године, почели су први сукоби између владе Алије Изетбеговића из Сарајева и хрватске фракције која је тежила припајању Херцег-Босне Републици Хрватској. Сукоб је ескалирао 1993. године, а окончан је уз америчко посредовање Вашингтонским споразумом из марта 1994. године. Овим споразумом створена је Федерација Босне и Херцеговине (у тренутку настанка се звала Муслиманско-хрватска Федерација).
У сагласности са Вашингтонским споразумом, Хрватска војска је — заједно са Армијом Републике Босне и Херцеговине — у западној Босни и на територији Хрватске покренула операцију Олуја, којом је заузет западни дио Републике Српске Крајине. Послије овога је хрватско-муслимански војни савез, уз подршку НАТО-а, стекао иницијативу у рату, и то заузевши од Републике Српске велики дио западне територије, што је узроковало масовни егзодус српског становништва. Послије поновљеног масакра над цивилним становништвом на Маркалама у Сарајеву, НАТО је након вишеструких и већ и раније неуспјелих упозорења, покренуо ваздушну операцију „Намјерна сила” на артиљеријске положаје Војске Републике Српске.
У том тренутку, међународна заједница је неочекивано брзо успјела да коначно доведе представнике свих зараћених страна на мировне преговоре у амерички град Дејтон. Рат се завршио потписивањем Дејтонског мировног споразума, који је парафиран 21. новембра 1995. године; коначна верзија мировног споразума потписана је у Паризу, 14. децембра 1995. године. Посљедице рата су била етничка чишћења све трију народа међусобно, велике промјене у демографији; најважније што је донио Дејтонски споразум је био завршетак убијања и оснивање Босне и Херцеговине чији ће становници живјети у миру. Дејтонским мировним споразумом Република Босна и Херцеговина је престала да званично постоји.
Босну и Херцеговину на основу Дејтонског мировног споразума чине два равноправна ентитета: Федерација Босне и Херцеговине (која обухвата 51% територије БиХ) и Република Српска (која обухвата 49% територије БиХ). Међународном арбитражом је уједињена предратна општина Брчко, од које је створен Брчко Дистрикт, као кондоминијум ФБиХ и РС са сопственом управом, чиме је Република Српска територијално и географски пресјечена односно физички раздвојена на два дијела.

## Политички систем
Босна и Херцеговина је по свом државном уређењу јединствена у свијету. Њено уређење је сложеног карактера, а по облику владавине држава је федерална парламентарна република, с тим да се и поред тога званично не дефинише као република због сложености јединица на које је подијељена (кантони и ентитети, од којих један у свом називу има именицу република, а други федерација), али и због подсјећања на ратну тзв. Републику БиХ. Независност државе је призната противно међународном јавном праву, 5. априла 1992. године, након што се неуставним референдумом о независности савезна држава одвојила од Социјалистичке Федеративне Републике Југославије, из које су претходно иступиле Словенија, Хрватска и Македонија. Стварну независност БиХ је стекла 14. децембра 1995. године, иако и ово многи доводе у питање због међународне управе у БиХ. Савјет министара Босне и Херцеговине се по тренутном Уставу почео састављати од тог 14. децембра послије потписивања Дејтонског мировног споразума, који је зауставио рат и својим анексом IV (Устав БиХ) уредио изглед послијератне БиХ. Главни град земље је остало Сарајево.
Европски парламент бира високог представника, који је највиши политички ауторитет у земљи. Тренутни високи представник у Босни и Херцеговини је Валентин Инцко (из Аустрије).
Предсједништво Босне и Херцеговине се састоји од три члана, из сваког конститутивног народа по један, који се измјењују на мјесту предсједавајућег Предсједништва сваких 8 мјесеци. Њих непосредно бира народ: Федерација бира представника Бошњака и представника Хрвата, а Република Српска бира представника Срба. Члан Предсједништва са највише гласова на изборима обично постаје први предсједавајући. Мандат предсједништва траје 4 године. Чланови предсједништва могу бити узастопно бирани још једном и послије тога не могу бити бирани сљедеће четири године. Предсједавајућег Савјета министара Босне и Херцеговине именује Предсједништво БиХ, а потврђује Парламентарна скупштина БиХ. Предсједавајући затим именује министре.
Парламентарна скупштина Босне и Херцеговине је законодавни орган државе. Она се састоји од два дома: Дома народа ПС БиХ и Представничког дома ПС БиХ. Дом народа се састоји од 15 делегата, од којих су двије трећине из Федерације (пет Бошњака и пет Хрвата) и једна трећина из Републике Српске (пет Срба). Представнички дом се састоји од 42 посланика, од којих се такође двије трећине бира у Федерацији, а једна трећина у Републици Српској, по истом принципу за први дом.
Уставни суд Босне и Херцеговине је највиша и коначна инстанца у правним питањима и броји девет чланова: четири се бирају из Представничког дома Федерације (два Бошњака и два Хрвата), два се бирају из Народне скупштине Републике Српске (два Србина), а три члана бира предсједник Европског суда за људска права након консултација са предсједништвом земље.
Суд Босне и Херцеговине има девет чланова, а састоји се од управног дијела, кривичног дијела и дијела за обраћање јавности.
Запослена лица са најмање 16 година старости имају право гласа, док незапослени право гласа добијају са 18 година старости. Неке од политичких странака у Босни и Херцеговини су: Социјалдемократска партија Босне и Херцеговине, Странка демократске акције, Хрватска демократска заједница Босне и Херцеговине, Демократска фронта, Савез независних социјалдемократа, Либерална странка Босне и Херцеговине, Странка за Босну и Херцеговину, Нова хрватска иницијатива, Српска демократска странка, Српска радикална странка Републике Српске.

## Ентитети и административна подјела
Босна и Херцеговина има неколико нивоа политичких структура испод државног нивоа. Најважнија од ових подјела је организација државе по ентитетима (Федерација Босне и Херцеговине (ФБиХ) и Република Српска (РС)). Федерација Босне и Херцеговине располаже са 51% површине Босне и Херцеговине, а Република Српска са 49%. Ентитети су признати Дејтонским мировним споразумом 1995. године, као резултат компромиса представника трију конститутивних народа (уз посредовање великих сила). ФБиХ и РС дијели међуентитетска линија дуга више од 1000 km.
| Име                            | Главни град                                              | Застава | Грб | Локација |
| ------------------------------ | -------------------------------------------------------- | ------- | --- | -------- |
| Федерација Босне и Херцеговине | Сарајево                                                 |         |     |          |
| Република Српска               | Сарајево (Источно Сарајево) (дејуре) Бања Лука (дефакто) |         |     |          |
| Брчко Дистрикт                 | Брчко                                                    |         |     |          |

Ратна разарања (1992—1995) довела су до великих промјена у етничкој слици земље. Ово је већином било због насилног етничког чишћења све три народа.
Од 1996. године, овлашћења влада обају ентитета се у односу на државни ниво значајно смањују. Трећи ниво политичке подјеле — након ентитета — у Федерацији БиХ су кантони. Федерација Босне и Херцеговине се састоји од 10 кантона. Сви они имају своју кантоналну скупштину и владу, која дјелује под законом ФБиХ. Херцеговачко-неретвански и Средњобосански кантон етнички су мјешовити и имају специјалне системе како би се очувала права свих народа.
Посљедњи ниво политичке подјеле Босне и Херцеговине су општине. Земља се састоји од 141 општине, од којих су 79 у Федерацији Босне и Херцеговине, а 62 у Републици Српској, док је град Брчко засебна административна јединица — дистрикт. И општине такође имају своју скупштину (у ФБиХ вијеће), управу и службе, и углавном су образоване око најзначајнијег града или мјеста у подручју. Сваки кантон се састоји од неколико општина.
Осим ентитета, кантона, и општина, Босна и Херцеговина такође има и осам службених градова. То су: Бања Лука, Бијељина, Добој, Источно Сарајево, Мостар, Приједор, Сарајево и Требиње. Градови Сарајево и Источно Сарајево састоје се од неколико општина, док се Градови Бања Лука, Бијељина, Добој, Мостар, Приједор и Требиње састоје од територија некадашњих истоимених општина. Градови такође имају своју градску скупштину (вијеће) и градску управу, чија је моћ између општина и владе кантона (или владе ентитета у Републици Српској).

## Привреда
Током рата у Босни и Херцеговини, привреда је претрпјела 200 милијарди евра материјалне штете. Босна и Херцеговина се суочава са двоструким проблемом: обновом ратом разорене земље и увођењем транзиционих либералних тржишних реформи у своју некадашњу мјешовиту економију. Једно од насљеђа претходног периода је јака индустрија. Током постојања Социјалистичка Република Босна и Херцеговина, промовисана је металска индустрија, што је резултирало развојем великог дијела југословенских фабрика- СР Босна и Херцеговина је имала веома снажну индустријску извозно оријентисану економију 1970-их и 1980-их година, са великим извозом вриједним милионе америчких долара. Већи дио историје пољопривреда се обављала на приватним фармама, а свежа храна се традиционално извози из државе.
Рат 1990-их изазвао је драматичну промјену у привреди Босне и Херцеговине. БДП је пао за 60%, а уништење физичке инфраструктуре девастирало је привреду. Са великим дијелом необновљених производних капацитета, економија се и даље суочава са значајним потешкоћама. Бројке показују да су БДП и доходак по глави становника порасли за 10% након рата, ово и смањење државног дуга БиХ су негативни трендови, а висока незапосленост од 38,7% и велики трговински дефицит остају разлог за забринутост.
Највећи дио запослених ради у терцијарном сектору, затим у индустрији и пољопривреди. Према процјенама из 2008. године, БДП је износио отприлике 29,9 милијарди долара. БДП по глави становника је тада био 6.500 долара. По сектору, 10,2% БДП-а отпадало је на пољопривреду, 23,9% на индустрију, а 66% на услужне дјелатности. БДП је за седам година нарастао, тако да је 2015. године износио 40,53 милијарди долара, док се БДП по глави становника повећао за око 60% (износио је 10.500 долара). Процјене ММФ-а за 2017. су 44,462 милијарди односно 10.958 по становнику (ПКМ). БиХ и даље није међу првих сто земаља по БДП-у.
Главни трговински партнери Босне и Херцеговине су Србија, Хрватска, Црна Гора, Њемачка, Словенија, Италија, Турска итд.

### Пољопривреда
Босна и Херцеговина се налази на површини од 5.120.000 хектара. Површина пољопривредног земљишта обухвата 2.200.000 хектара од чега је 1.598.000 хектара обрадиво земљиште. Највећа подручја под обрадивим површинама заузимају оранице и баште 1.035.000 хектара, воћњаци 101.000 хектара, виногради 5.000 хектара и ливаде 457.000 хектара. Поред тога, пољопривредне површине чине и пашњаци са 599.000 хектара и баре, трстици и рибњаци са 3.000 хектара. Шуме и шумска земљишта у Босни и Херцеговини простиру се на површини од 3.231.500 хектара што чини 60% укупне површине.
Главни пољопривредни производи Босне и Херцеговине су жито (кукуруз) те разне врсте воћа и поврћа. Под ораницама и баштама се у 2005. години налазило 1.025.000 хектара, а од тога је 556.000 хектара било засијано, док су 466.000 хектара били угари и необрађене оранице. Под житарицама је било 318.000 хектара, 145.000 хектара под крмним биљем, а 83.000 хектара под поврћем.
Босанска Посавина и Семберија су главне житнице цијеле државе, док је херцеговачки крај погодан за узгајање винове лозе.

### Индустрија и рударство
Главне индустријске гране су производња жељеза, челика, угља, аутомобилска индустрија, текстилна индустрија, дуванска индустрија, дрвна индустрија и прерада нафте.

### Саобраћај
Босна и Херцеговина заузима положај између јадранске обале Балканског полуострва и Панонске низије и Моравског базена. Стога су и главни путни правци ове републике везе двију поменутих области југоисточне Европе. Главна тешкоћа земље је њен веома изражен планински карактер и тешка непроходност, што је знатно допринијело спором развоју саобраћаја у земљи.
Укупна дужина жељезничке мреже у Босни и Херцеговини је 608 km (2006). Ово се односи на пруге стандардне ширине колосијека, јер у земљи постоји и низ некада коришћених пруга уског колосека, још из периода Аустроугарске. У држави доминирају два жељезничка правца са главним укрштањем у Добоју. Ти правци су Тузла — Добој — Бања Лука — Нови Град — Бихаћ — граница са Хрватском, те Шамац (граница са Хрватском) — Добој — Сарајево — Мостар — граница са Хрватском.
Поред њих, у Зворнику и Бијељини постоје прикључци на жељезничку мрежу Србије. У Босни и Херцеговини раде два жељезничка предузећа: на подручју Федерације то су Жељезнице Федерације Босне и Херцеговине, а у Републици Српској то су Жељезнице Републике Српске.
Укупна дужина путева у Босни и Херцеговини је 21.846 km (2006); више од 11.425 km је са чврстом подлогом (бетон, асфалт). Дужина магистрала тренутно је незнатна и износи свега 30—40 km, а ријеч је о улазним магистралама у два највећа града у држави: Сарајево и Бања Луку.
Босна и Херцеговина има веома кратку морску обалу код Неума и нема приступ међународним водама, па стога нема поморских лука. Од иностраних лука највећи значај за њену привреду има лука Плоче у Хрватској, која је најближа Сарајеву и управо развијана за потребе привреде Босне и Херцеговине. Ријечни саобраћај је боље развијен, али ни изблиза искоришћен према могућностима. Главни пловни водоток је ријека Сава, која као притока Дунава повезује државу са другим земљама средње Европе. Важне луке на Сави су Брчко, Босански Шамац и Босански Брод.
У Босни и Херцеговини постоји 25 званично уписаних аеродрома, али само су четири уврштена на листу аеродрома са IATA кодом (енгл. IATA Airport Code):
- Аеродром „Бутмир” Сарајево —
- Аеродром „Маховљани” Бањалука —
- Аеродром Мостар —
- Аеродром Тузла —

Највећи и најважнији аеродром у земљи је сарајевски аеродром „Бутмир”. У Босни и Херцеговини је регистровано и пет хелидрома (2007).

## Становништво
Према непотврђеном попису из 1991. године, у тадашњој БиХ је живјело 43,65% Муслимана, 31,38% Срба и 17,31% Хрвата, док се 5,49% људи декларисало као Југословени, а 2,14% као остали (око 10.000 Црногораца, 5.000 Албанаца, 4.000 Украјинаца итд.). Вјерски састав унутар Републике је био сличан националном. Подаци су се отад па до данас знатно промијенили, јер је у рату погинуло преко 100.000 људи, а скоро половина становништва тадашње БиХ је емигрирало унутар или ван земље.
Према контроверзним резултатима пописа спроведеног у периоду 1—15. октобра 2013. године, у Босни и Херцеговини пописано је (не и живјело) 3.531.159 људи: у Федерацији Босне и Херцеговине 2.219.220, у Републици Српској 1.228.423, а у Брчком Дистрикту 83.516. особа.
Густина насељености је 2013. године била 68,9/km².
Према овим контроверзним резултатима пописа, структура пописаног становништва Босне и Херцеговине према изјашњавању по етничкој/националној припадности изгледа овако:
- Бошњаци (1.769.592; 50,11%)
- Срби (1.086.733; 30,78%)
- Хрвати (544.780; 15,43%)
- остали (96.539; 2,73%)
- не изјашњава се (27.055; 0,77%)
- без одговора (6.460; 0,18%)

Према вјерској припадности, пописано становништво се изјаснило да припада сљедећим вјероисповијестима:
- исламска (1.790.454; 50,70%)
- православна (1.085.760; 30,75%)
- католичка (536.333; 15,19%)
- атеисти (27.853; 0,79%)
- агностици (10.816; 0,31%)
- остали (40.655; 1,15%)
- не изјашњава се (32.700; 0,93%)
- без одговора (6.588; 0,19%)

### Језици
Босна и Херцеговина нема свој службени језик. Јужнословенско становништво ове државе говори готово истовјетним језиком који је разумљив за све три националне групе унутар БиХ као и у сусједним државама: Хрватској, Србији и Црној Гори, па га неки лингвисти сматрају једним језиком. Разлике ипак постоје у стандардизацији, тако да постоје три националне стандардизације: српску, хрватску и бошњачку.
На нивоу ентитета службени језици су стандардни национални језици конститутивних народа БиХ. У Републици Српској се ти језици називају: језик српског народа, језик хрватског народа и језик бошњачког народа, док се у Федерацији БиХ називају српски, хрватски и „босански” језик. Српски и бошњачки језик користе два равноправна писма: латиницу (познату и као гајица) и ћирилицу (српска ћирилица), док хрватски користи само латиницу.
Припадницима мањинских етничких заједница (Роми, Турци, Албанци и остали) загарантована је употреба њихових матерњих језика, у складу са Европском повељом о регионалним и мањинским језицима (1992), која је укључена у 2. анекс Устава БиХ.

### Друга истраживања
Према резултатима генетских истраживања (на основу случајног узорка, са непознатом поузданошћу истог), међу становништвом Босне и Херцеговине су најзаступљеније сљедеће патрилинеарне (Y-ДНК) хаплогрупе:
- хаплогрупа I (42,6%)
- хаплогрупа R (21,4%)
- хаплогрупа E (14,3%)
- хаплогрупа J (11,5%)
- хаплогрупа H (6,1%)

## Култура

### Музика
Традиционална музика је мјешавина разних балканских утицаја, у којој се сусрећу најразличитији мотиви и жанрови. Најчувенија је ипак севдалинка (тур. sevgi — „љубав”), љубавна пјесма карактеристичног израза, која у Босни има веома дугу традицију, а одликује је сентиментална музикалност и поетски, романтични текст меланхоличног угођаја. У Босанској Крајини заступљена је традиционална крајишка пјесма ојкача.
Познати босанскохерцеговачки музички умјетници су Дино Зонић, Горан Бреговић, Даворин Поповић, Кемал Монтено, Здравко Чолић, Елвир Лаковић Лака, Едо Маајка, Френки, Хари Мата Хари, Дино Мерлин, Халид Бешлић и др. Постоји још много композитора, као што су Ђорђе Новковић, Ал Дино, Харис Џиновић и Корнелије Ковач, те поп и рок бендова, на пример Бијело дугме, Црвена јабука, Дивље јагоде, Индекси, Плави оркестар, Забрањено пушење, Амбасадори, Дубиоза колектив...
У посљедње вријеме турбо-фолк музика, која се карактерише новокомпонованим стилом и комерцијалном оријентацијом, има значајан утицај у Босни и Херцеговини, као и у осталим земљама Балкана. Овај музички жанр, који је посебно заступљен у Србији, често промовишу и извођачи који су претходно били препознати по интерпретацији традиционалне народне музике у Босни и Херцеговини, Србији и бившој Југославији.

### Књижевност
Књижевна традиција у Босни датира још од раног средњег века. Како се налазила под утицајем различитих књижевних традиција, у Босни се развила специфична средњовјековна књижевност, која махом припада традицији старе српске књижевности са специфичностима развоја у Босни. У вријеме османске владавине у Босни се развијала особена књижевност заснована на српској језичкој и муслиманској вјерској и културној традицији. Ова књижевна традиција је била присутна у Босни све до 20. вијека. У римокатоличким вјерским центрима, нарочито фрањевачким самостанима, била је присутна латинска књижевност као дјело ширег комплекса римокатоличке културе.
Током османског доба, многи писци из Босне и Херцеговине били су познати у оријенталном свијету, а у самој Босни развила се и алхамијадо књижевност (писана на аребици).

### Филм и телевизија
Након затишја током ратних и првих послијератних година, филмско стваралаштво у Босни и Херцеговини је почело да се буди.
Велику популарност имао је филм Пјера Жалице под именом Гори ватра (2003), који је као и најпопуларнија босанскохерцеговачка ТВ серија Виза за будућност (2002—2008) осликавао послијератно стање у Босни и Херцеговини, али и његов сљедећи пројекат — филм Код амиџе Идриза (2004). Слично је и са филмом Љето у златној долини (2003) Срђана Вулетића, који је на међународним филмским фестивалима однио неколико награда. У категорији кратког филма се може издвојити филм 10 минута (2002) режисера Ахмеда Имамовића који је добитник награде Најбољи кратки филм Европе, те филм Сурогат (1961) који је добитник првог Оскара за Најбољи анимирани кратки филм. Посебну пажњу добио је и филм Грбавица (2006), режисерке Јасмиле Жбанић, који је награђен Златним медвједом на фестивалу Берлинале.
Босанскохерцеговачки филмски режисер Данис Тановић је 2002. године за филм Ничија земља добио Оскара и Златни глобус, те 2016. године за филм Смрт у Сарајеву освојио Сребрног медвједа.
Најуспјешнији режисер са простора Босне и Херцеговине је српски режисер Емир Кустурица, који је двоструки добитник Златне палме Филмског фестивала у Кану, за филмове Отац на службеном путу и Подземље.

### Вјерски објекти
Важно је поменути да је присутност трију вјера у Босни и Херцеговини имала огроман утицај на културни развој земље. У Сарајеву су православна црква, џамија, католичка црква и синагога удаљене на по само око 100 метара једна од друге. Најзначајнији експонат Земаљског музеја у Сарајеву је сарајевска Хагада, традиционална јеврејска књига коју су Сефарди донијели у Сарајево по своме прогону из Шпаније. Оријентално наслијеђе Босне и Херцеговине види се такође и у бројним импресивним примјерима оријенталне, сакралне и свјетовне архитектуре, иако је дио објеката срушен или уништен током времена, посљедњи пут током рата у Босни и Херцеговини у периоду 1992—1995. Међу најзначајније објекте из османског периода могу се сврстати Гази Хусрев-бегова џамија и Царева џамија у Сарајеву, Алаџа џамија у Фочи, Ферхадија џамија у Бањој Луци, џамије у Мостару, Травнику и Ливну, те бројни други сакрални објекти исламске културе по цијелој земљи (нпр. дервишке текије у Мостару). Босна и Херцеговина је посебно позната и по својим мостовима из османског периода, гдје се истичу Стари мост у Мостару, Мост Мехмед-паше Соколовића у Вишеграду, Арсланагића мост у Требињу те реплика Старог моста у Мостару у умањеној верзији на ријеци Бистрици у Ливну.
Црквена архитектура Босне и Херцеговине састоји се од неколико стилова, у зависности од времена у којем је грађена, односно којем црквеном кругу припада. Тако босанскохерцеговачке католичке цркве у готово цијелој земљи његују посебни „босански” стил витких звоника са високим, косим крововима и тако се хармонично уклапају у градски или сеоски крајолик. Најпознатије римокатоличке цркве у Босни стоје у Сарајеву, Травнику, Бугојну, Ливну, Јајцу и Бихаћу, док су најзначајнији самостани фрањевачке провинције Босна сребрена у Фојници, Високом, Крешеву, Какњу и Ливну. Сакрални објекти римокатоличке цркве у Херцеговини имају углавном приморско-медитерански карактер (слично као и православне цркве и објекти); грађени су од бијелог камена, а одликује их готово минималистички стил, који се у новијој архитектури дијелом наслања и на кубизам и савремене токове црквене архитектуре у свијету. Овдје су познате Дувањска базилика у Томиславграду те цркве и самостани у Широком Бријегу, Чапљини и Мостару.
Православне цркве, манастири и објекти у сјевернијим дијеловима земље, поготово уз ријеку Дрину, не разликују се превише од сличних црквених објеката у Србији, што упућује на чињеницу да су их градили исти мајстори. Ови су се пак у дијелу српске црквене архитектуре водили принципима црквене градње на западном Медитерану, тако да православне цркве у Босни имају увијек изнова сличне мотиве, који подсјећају на градњу у Италији, Француској и Далмацији. Најпознатије православне цркве стоје у Сарајеву, Бањој Луци, Мостару, Тузли, Требињу, Ливну и Босанској Крупи. Нововјеки православни црквени објекти по многим босанскохерцеговачким градовима, поготово у Републици Српској, данас наликују копијама Сопоћана, Милешеве или Грачанице, или су пак у складу са византијским стилом, тако да босанскохерцеговачкој урбаној архитектури дају нови печат. Примјер је Црква светог Василија Острошког у Источном Сарајеву.

### Образовање
Основно образовање у Босни и Херцеговини траје девет година. Ђаци се у основне школе уписују у доби од 5 до 6 година. Они који заврше основну школу, образовање могу наставити у гимназијама, стручним, техничким, умјетничким и вјерским школама. Ђаци који заврше четворогодишње средње школе могу се уписати на факултете или академије.
У Босни и Херцеговини постоји осам државних универзитета: Универзитет у Сарајеву, Универзитет у Источном Сарајеву, Универзитет у Бањој Луци, Универзитет у Тузли, Универзитет у Мостару (западни Мостар), Универзитет Џемал Биједић (источни Мостар), Универзитет у Зеници и Универзитет у Бихаћу, као и 14 приватних универзитета и факултета у Сарајеву, Бањој Луци, Тузли, Добоју, Приједору, Бијељини, Травнику и Градишци. Све високообразовне установе подлијежу националним (у Републици Српској) или кантоналним (у Федерацији БиХ) законима о вишем образовању.

### Кухиња
Босанскохерцеговачка кухиња је блиско везана за турску, грчку, српску и друге медитеранске кухиње. Међутим, због 40 година аустријске управе, у њој могу да се виде и утицаји средишње Европе. У храну се ставља релативно много различитих зачина, али обично у малим количинама. Већина хране је лагана, пошто се кува у малим количинама воде. Сосови су потпуно природни, зато што их углавном чине природни сокови поврћа у јелу. Типични састојци јела босанскохерцеговачке кухиње су парадајз, кромпир, црни лук, бијели лук, бибер, краставац, шаргарепа, купус, гљиве, спанаћ, тиквице, сушени и свјежи пасуљ, паприка, млијеко и павлака. Јела од меса су од говедине, јагњетине или свињетине. Регион Херцеговине је погодан за узгајање винове лозе и производњу вина, док се у Босни од шљива и јабука добија ракија. Ислам својим вјерницима у Босни поприлично безуспјешно забрањује конзумирање алкохолних пића, па и свињетине. Муслимани пију много кафе; кафа се пије из филџана (у новије вријеме пуно чешће из шољица), уз све мање присутан ратлук. Локални специјалитети су босански лонац, ћевапи, бурек и све остале врсте пита, долма, сарма, пилав, гулаш те зимнички ајвар. Популарна слатка јела су баклава, уштипци, алва, туфахије, тулумбе, сутлијаш и палачинке.

### Спорт
Сарајево је 1984. било домаћин Зимских олимпијских игара.
Бањалучки рукометни клуб Борац је 1976. године постао европски првак. Сарајевски кошаркашки клуб Босна је 1979. године освојио европско клупско кошаркашко првенство, а успјех је поновио и женски клуб Јединство-Аида из Тузле 1989. Најуспјешнији фудбалски клубови су ФК Борац, ФК Сарајево, ФК Жељезничар и ФК Вележ.
Најпознатији спортисти из Босне и Херцеговине су Абас Арсланагић, Асим Ферхатовић, Ивица Осим, Мирза Делибашић, Сафет Сушић, Душан Бајевић, Сергеј Барбарез, Хасан Салихамиџић, Ненад Марковић, Светлана Китић, Лусија Кимани, Хамза Алић, Разија Мујановић, Дамир Џумхур и Амел Тука. Од појединачних олимпијских спортова, посљедњих година највише успјеха имају атлетика, карате и џудо. На Свјетском првенству 2015. у Пекингу атлетичар Амел Тука освојио је бронзану медаљу у трци на 800 m, што је Босни и Херцеговини донијело прву медаљу на неком од свјетских првенстава у овом спорту. Једна од спортских манифестација у Босни и Херцеговини је Видовданска трка (атлетска трка на 10 km која се сваке године одржава у Брчком).